# Tetranychus impatiensa
Tetranychus impatiensa är en spindeldjursart som beskrevs av Tseng 1990. Tetranychus impatiensa ingår i släktet Tetranychus och familjen Tetranychidae. Inga underarter finns listade i Catalogue of Life.